# Црква Светих апостола Петра и Павла у Божици
Црква Светих апостола Петра и Павла у Божици, насељеном месту на територији општине Сурдулица, православни је храм који припада Епархији врањској Српске православне цркве.
Црква посвећена Светим апостолима Петру и Павлу саграђена је 1895. године, према уклесаној години изградње цркве, изнад врата на јужној фасади. Црква има правоугаону основу, која се на истоку завршава петостраном апсидом. Тробродна грађевина засведена је кровом на две воде, с тим што средишњи брод има три куполе различитих димензија: средишњу највећу и две мање. На западној фасади је главни портал, изнад кога се у лунети налази икона Светих Петра и Павла. Јужна фасада издељена је пиластрима по вертикали на три зоне.
На иконостасу се налазе 42 иконе из периода настанка цркве, а главни мајстор био је Георгије Јаковљев Зограф, док је живопис сачувано у све три куполе.
Црква је обнављана 1998. и 2014. године.